# Päivi Kontilla
Päivi Kontilla ist eine ehemalige finnische Biathletin.
Päivi Kontilla hatte ihre erfolgreichste Saison im Biathlon-Europacup 1988/89, als sie hinter Uschi Disl und vor Piia Venäläinen in der Gesamtwertung der Wettkampfserie Zweite wurde.